# Скудрине
Скудрине (тъй като н е палатализиран, се среща и изписване Скудринье, на македонска литературна норма: Скудриње; на албански: Skudrinja, Скудрина) е село в Северна Македония, в община Маврово и Ростуше.

## География
Селото е разположено в областта Долна река в източните склонове на Дешат над река Радика.

## История
В XIX век Скудрине е торбешко село в Реканска каза на Османската империя. Според статистиката на Васил Кънчов („Македония. Етнография и статистика“) в 1900 година Скудринье има 940 жители българи мохамедани.
На Етнографската карта на Битолския вилает на Картографския институт в София от 1901 година Скудрине е чисто помашко (българомохамеданско) село в Реканската каза на Дебърския санджак със 157 къщи.
Според преброяването от 2002 година селото има 2119 жители.
| Националност     | Всичко |
| северномакедонци | 468    |
| албанци          | 5      |
| турци            | 1629   |
| роми             | 0      |
| власи            | 0      |
| сърби            | 0      |
| бошняци          | 0      |
| други            | 17     |

## Личности
Родени в Скудрине
- Алим Билали (р. 1985), северномакедонски политик